# Пфонс
Пфонс (нем. Pfons) — коммуна в Австрии, в федеральной земле Тироль.
Входит в состав округа Инсбрук. Население составляет 1240 человек (на 31 декабря 2005 года). Занимает площадь 21,7 км². Официальный код — 70341.

## Политическая ситуация
Бургомистр коммуны — Арген Вёрц по результатам выборов 2004 года.